# Fieldsova medaile

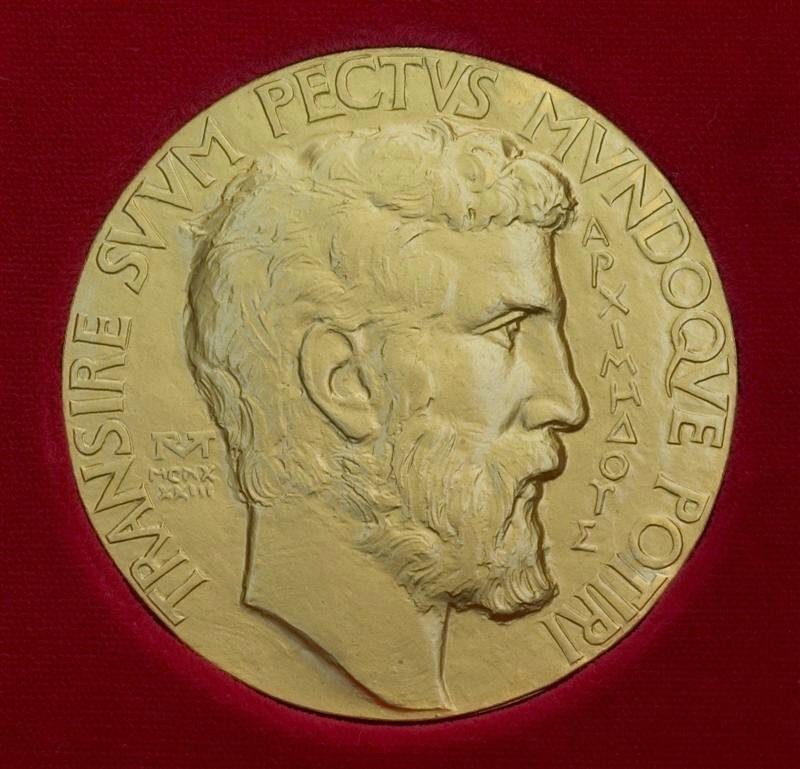
Matematická Fieldsova medaile nese Archimédův portrét

Fieldsova medaile, celým názvem mezinárodní medaile za vynikající objevy v matematice, je matematické ocenění udělované Mezinárodní matematickou unií. Je považována za nejprestižnější v současné době udělované matematické ocenění. Medaile se uděluje jednou za čtyři roky na mezinárodním matematickém kongresu. Získat ji mohou vždy dva až čtyři matematici mladší čtyřiceti let.
V roce 2014 se Maryam Mirzachaniová stala první ženou (stejně jako první/m Íránkou/Íráncem) a Artur Avila se stal prvním matematikem z Latinské Ameriky, kterým byla udělena Fieldsova medaile.

## Historie
Fieldsova medaile byla poprvé udělena roku 1936 na podnět kanadského matematika Johna Charlese Fieldse a pravidelně se uděluje od roku 1950.

## Účel medaile a podmínky jejího získání
Cílem udělování Fieldsovy medaile je rozpoznat a podpořit mladší matematiky, kteří výrazně přispěli k rozvoji oboru. Proto je pro její obdržení stanovena horní věková hranice čtyřiceti let. S medailí je také spojená finanční odměna, která od roku 2006 činí 15 000 kanadských dolarů (v přepočtu asi 280 000 Kč).

## Laureáti
- 1936: Lars Ahlfors (Finsko), Jesse Douglas (USA)
- 1950: Laurent Schwartz (Francie), Atle Selberg (Norsko)
- 1954: Kunihiko Kodaira (Japonsko), Jean-Pierre Serre (Francie)
- 1958: Klaus Roth (Velká Británie), René Thom (Francie)
- 1962: Lars Hörmander (Švédsko), John Milnor (USA)
- 1966: Michael Atiyah (Velká Británie), Paul Joseph Cohen (USA), Alexander Grothendieck (Francie), Stephen Smale (USA)
- 1970: Alan Baker (Velká Británie), Heisuke Hironaka (Japonsko), Sergej Petrovič Novikov (SSSR), John Griggs Thompson (USA)
- 1974: Enrico Bombieri (Itálie), David Mumford (USA)
- 1978: Pierre Deligne (Belgie), Charles Fefferman (USA), Grigorij Margulis (SSSR), Daniel Quillen (USA)
- 1982: Alain Connes (Francie), William Thurston (USA), Čchiou Čcheng-tung (Čína/USA)
- 1986: Simon Donaldson (Velká Británie), Gerd Faltings (Západní Německo), Michael Freedman (USA)
- 1990: Vladimir Drinfeld (SSSR), Vaughan Jones (Nový Zéland), Shigefumi Mori (Japonsko), Edward Witten (USA)
- 1994: Jefim Izakovič Zelmanov (Rusko), Pierre-Louis Lions (Francie), Jean Bourgain (Belgie), Jean-Christophe Yoccoz (Francie)
- 1998: Richard Ewen Borcherds (Velká Británie), William Timothy Gowers (Velká Británie), Maxim Lvovič Koncevič (Rusko), Curtis T. McMullen (USA)
- 2002: Laurent Lafforgue (Francie), Vladimir Vojevodskij (Rusko)
- 2006: Andrej Okounkov (Rusko), Grigorij Perelman (Rusko) (odmítl), Terence Tao (Austrálie), Wendelin Werner (Francie)
- 2010: Elon Lindenstrauss (Izrael), Ngô Bảo Châu (Vietnam/Francie), Stanislav Smirnov (Rusko), Cédric Villani (Francie)
- 2014: Artur Avila (Francie/Brazílie), Manjul Bhargava (Kanada/USA), Martin Hairer (Rakousko), Maryam Mirzachaniová (Írán)
- 2018: Caucher Birkar (Írán/Velká Británie), Alessio Figalli (Itálie), Peter Scholze (Německo), Akshay Venkatesh (Indie/Austrálie)
- 2022: Hugo Duminil-Copin (Francie), June Huh (USA), James Maynard (Velká Británie), Maryna Vjazovska (Ukrajina)